# Manville (Nova Jersey)
Manville és una població dels Estats Units a l'estat de Nova Jersey. Segons el cens del 2008 tenia 10.800 habitants.

## Demografia
Segons el cens del 2000, Manville tenia 10.343 habitants, 4.115 habitatges, i 2.757 famílies. La densitat de població era de 1.610,3 habitants/km².
Dels 4.115 habitatges en un 26,5% hi vivien nens de menys de 18 anys, en un 50,3% hi vivien parelles casades, en un 11,9% dones solteres, i en un 33% no eren unitats familiars. En el 26,7% dels habitatges hi vivien persones soles el 12,3% de les quals corresponia a persones de 65 anys o més que vivien soles. El nombre mitjà de persones vivint en cada habitatge era de 2,51 i el nombre mitjà de persones que vivien en cada família era de 3,05.
Per edats la població es repartia de la següent manera: un 20,7% tenia menys de 18 anys, un 7,2% entre 18 i 24, un 31,9% entre 25 i 44, un 22,5% de 45 a 60 i un 17,7% 65 anys o més.
L'edat mediana era de 40 anys. Per cada 100 dones de 18 o més anys hi havia 94 homes.
La renda mediana per habitatge era de 51.258 $ i la renda mediana per família de 61.151 $. Els homes tenien una renda mediana de 40.902 $ mentre que les dones 32.030 $. La renda per capita de la població era de 23.293 $. Aproximadament el 2,1% de les famílies i el 3,8% de la població estaven per davall del llindar de pobresa.

## Poblacions més properes
El següent diagrama mostra les poblacions més properes.